# Liste de personnalités nées en mer
Voici une liste des personnes notables nées à bord d'un bateau, en mer. 
| Nom                                   | Description                              | An de naissance |
| ------------------------------------- | ---------------------------------------- | --------------- |
| Louis Aldrich                         | Acteur américain                         | 1843            |
| Charles George James Arbuthnot        | Général britannique                      | 1801            |
| Westmoreland Davis                    | Gouverneur de la Virginie                | 1859            |
| Boyle Finnis                          | Premier Ministre d'Australie-Méridionale | 1807            |
| Itamar Franco                         | Politicien brésilien                     | 1930            |
| Emmanuele de Gregorio                 | Cardinal italien                         | 1758            |
| E. T. Hooley                          | Explorateur australien                   | 1842            |
| Mary Jemison                          | Colon américaine                         | 1743            |
| Augustus D. Juilliard                 | Fondateur de la Juilliard School         | 1836            |
| Francis Lathrop                       | Artiste américain                        | 1849            |
| Wyndham Lewis                         | Peintre britannique                      | 1882            |
| Rio Antonio Mavuba                    | Footballeur français                     | 1984            |
| James McGowen                         | Politicien australien                    | 1855            |
| Roy William Neill                     | Réalisateur irlandais                    | 1887            |
| Henry Orth                            | Architecte américain                     | 1866            |
| Sidney Poitier                        | Acteur américano-bahaméen                | 1927            |
| Ed Porray                             | Joueur de baseball américain             | 1888            |
| Evadne Price                          | Romancière britannique                   | 1896 ou 1901    |
| Stamford Raffles                      | Fondateur de Singapour                   | 1781            |
| Watson Cheyne, Premier Baronet Cheyne | Chirurgien britannique                   | 1852            |
| Ralph Humphreys Webb                  | Personnalité politique canadienne        | 1887            |
| William Wentworth                     | Politicien et explorateur australien     | 1790            |
| Arthur Windsor                        | Journaliste australien                   | 1833            |